# Полиньяк, Мельхиор де
Мельхиор де Полиньяк (фр. Melchior de Polignac; 11 октября 1661, Ле-Пюи-ан-Веле — 20 ноября 1742, Париж) — французский кардинал, писатель и дипломат, член Французской академии. Кардинал-дьякон c титулярной диаконией Санта-Мария-ин-Портико-Кампителли c 27 сентября 1724 по 20 ноября 1724. Кардинал-священник c титулом церкви Санта-Мария-ин-Виа с 20 ноября 1724 по 19 декабря 1725. Кардинал-священник c титулом церкви Санта-Мария-дельи-Анджели-э-деи-Мартири с 19 декабря 1725 по 20 ноября 1741. Архиепископ Оша с 20 февраля 1726 по 20 ноября 1741.

## Биография
Исполнял дипломатические поручения в Риме, где благодаря ему были улажены недоразумения по поводу буллы Unigenitus, — в Польше, где по смерти Яна Собеского он добился избрания принца Конти, — в Голландии, где он принимал участие в Утрехтском конгрессе. Во время регентства он находился в изгнании.
Из произведений Полиньяка наиболее выдающееся — «Anti-Lucretius, sive de Deo et Natura» — латинская поэма, где автор полемизирует с Лукрецием. Поэма вызвала целый ряд восторженных, сильно преувеличенных похвал даже со стороны таких ценителей, как Вольтер. Она издана по смерти автора (Париж, 1745, франц. переводы 1749 и 1786). После Полиньяка осталось ещё много речей; с исторической точки зрения ценны его дипломатические депеши.